# Elena Oprea
Elena Oprea (n. 5 octombrie 1953, București, România) este o fostă canotoare română. Ea a concurat în competițiile internaționale din 1971 până în 1980, inclusiv la Jocurile Olimpice de vară din 1976 și  din 1980. A câștigat medalii de argint și bronz în probele de două rame fără cârmaci și opt rame la Campionatele Europene și Mondiale de canotaj feminin. La Jocurile Olimpice din 1976, ea s-a clasat pe locul 4 în proba de patru rame cu cârmaci⁠(d) și pe locul 6 în proba de opt rame cu cârmaci⁠(d). La Jocurile Olimpice din 1980, ea a ajuns pe locul 4 în proba de două rame fără cârmaci⁠(d).

## Distincții
- Medalia „Meritul Sportiv” clasa I (18 august 1976) „pentru rezultatele deosebite obținute la Jocurile olimpice de vară de la Montreal – 1976, precum și pentru contribuția adusă la dezvoltarea activității sportive și la creșterea prestigiului sportului românesc pe plan internațional”[7]
- Medalia „Meritul Sportiv” clasa I (15 aprilie 1981) „pentru rezultatele deosebite obținute la Jocurile olimpice de vară de la Moscova – 1980, precum și pentru contribuția adusă la dezvoltarea activității sportive și la creșterea prestigiului sportului românesc pe plan internațional”[8]